# Escritura líbica
La escritura líbica o líbico-bereber abarca un conjunto de alfabetos que existieron durante la Antigüedad en la Antigua Libia (actuales estados de Libia, Túnez, Argelia y Marruecos).
Hay más de mil inscripciones que usan alguno de los alfabetos líbicos, casi todas ellas funerarias; normalmente breves e incluyen principalmente antropónimos de los pueblos líbicos.
Está ampliamente aceptado que los alfabetos líbicos se utilizaron para escribir una forma antigua de bereber, conocida como idioma líbico o numidio, aunque algunos especialistas cuestionan este vínculo.

## Historia

### Origen
La posición clásica de los expertos sobre el origen de la escritura líbica es que deriva del alfabeto fenicio con una fuerte influencia semítica. Según Gabriel Camps, el líbico deriva del púnico, pero las circunstancias de su introducción y desarrollo siguen siendo un tema de debate, especialmente porque la datación de las inscripciones sigue siendo incierta. El arqueólogo francés Claude Sintès, por su parte, observa similitudes con las escrituras sudarábicas y la escritura tartésica.
No obstante, algunas inscripciones se remontarían al segundo milenio antes de Cristo, un milenio antes del establecimiento de la civilización cartaginesa, lo que sugiere un origen indígena de este alfabeto. El problema es que estas dataciones no son compartidas por los expertos que fechan el vestigio libio más antiguo en el 500 a. C., como Gabriel Camps o antes de los siglos VI/V a. C.

### Desciframiento

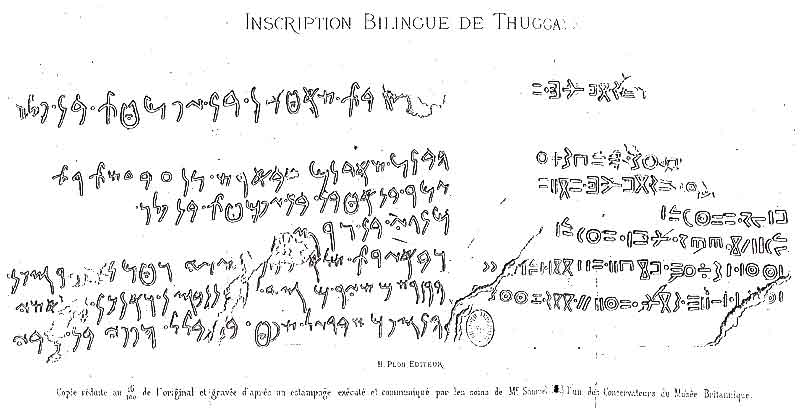
La célebre inscripción libio-púnica del Mausoleo de Ateban (Dougga)

El desciframiento de la escritura líbica, al menos de su variante oriental, se logró gracias a la parte en púnico de la inscripción bilingüe libico-púnica descubierta en Dougga (Túnez) inscrita a los pies del Mausoleo de Ateban. Esta inscripción es también la única que tiene una datación bastante exacta (139 a. C.). Era parte del Mausoleo de Ateban, pero fue retirada a mediados del siglo XIX (de paso destruyendo el monumento) por los ingleses que la llevaron a Londres y ahora se encuentra en la colección del Museo Británico sobre Medio Oriente.

## Variantes

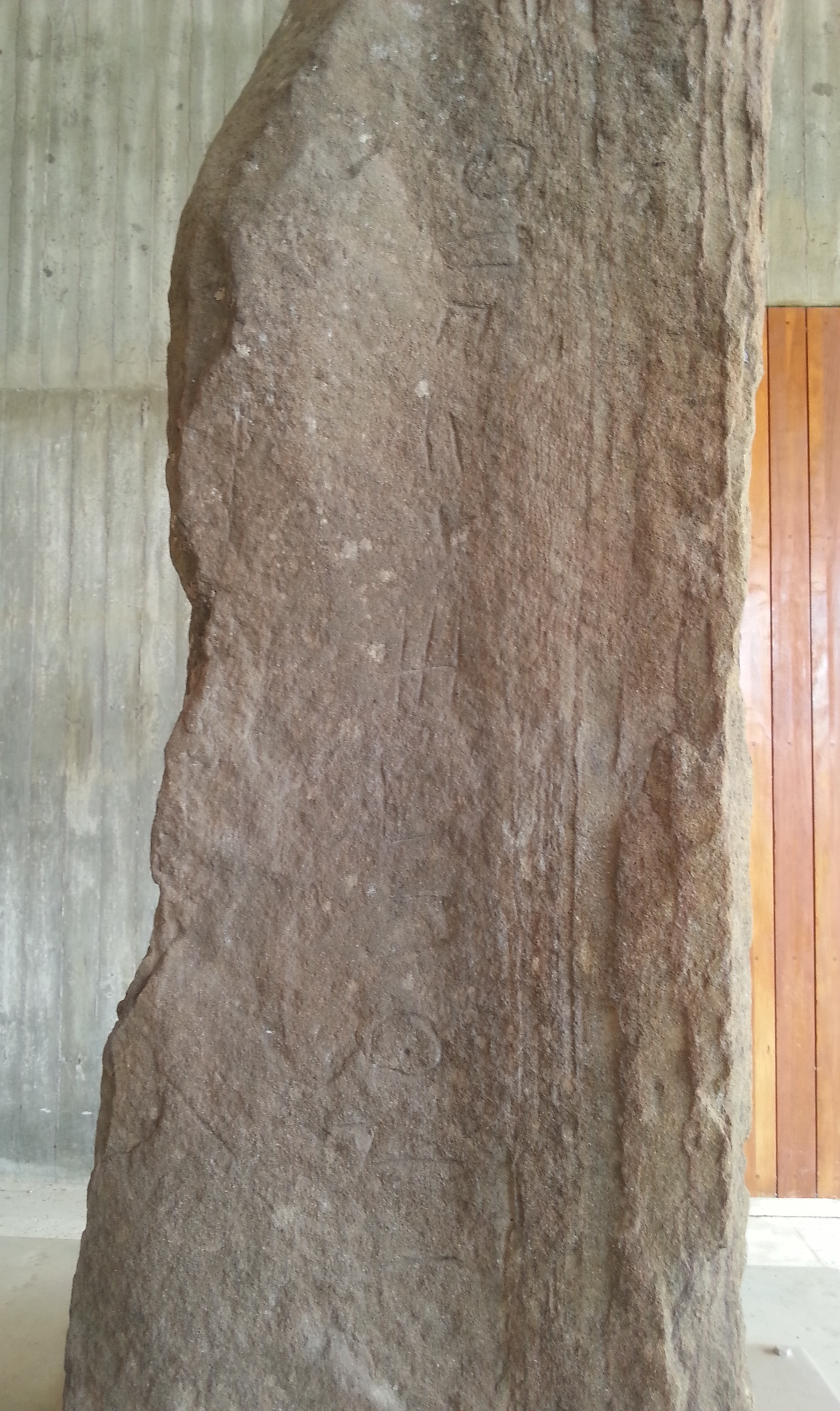
Estela funeraria con once signos de líbico occidental hallada en Volubilis (Norte de Marruecos)

Hay tres formas muy similares de escritura libia:
Escritura líbica oriental
También conocida como escritura numidia, se utilizó sobre todo en Cabilia (Argelia), en Aurés (Argelia), en Túnez y en Libia. Únicamente esta forma ha sido descifrada gracias en particular a la existencia de importantes inscripciones bilingües púnico - líbicas. Este desciframiento permitió determinar el valor de 22 signos de 24. Solo los textos en el llamado líbico oriental pueden datarse con precisión como, por ejemplo, RIL 2 fechado en 138 a. C.
Escritura líbica occidental
Se utilizó a lo largo de la costa mediterránea desde Cabilia (Argelia) hasta Marruecos y las Canarias; tiene 13 letras adicionales y sería, según Février (1964-65), la forma más primitiva.
Escritura líbica sahariana
Utilizada por las poblaciones bereberes del Sahara, de donde descendería el tifinag (tuareg), por lo tanto el neotifinag (usado en Marruecos) es un alfabeto descendiente del tifinag tuareg. Es la variante líbica mejor descifrada, gracias en particular a las obras de Charles de Foucauld.

## Características
Algunas características:
- La geminación no es anotada.
- Las inscripciones son a menudo dedicatorias o epitafios. La mayoría son breves.
- La dirección de escritura no es fija, pero es más frecuente vertical de abajo hacia arriba y de derecha a izquierda.[12] Cada línea constituye una palabra fonética o un significado completo.
- Una minoría de letras permite determinar el comienzo de la línea, gracias a que cambian de orientación. Estas letras se denominan letras directrices.
- Se ha planteado la hipótesis de que algunas letras son secundarias respecto a otras.

## Diversidad
Generalmente hay dos variantes principales : oriental y occidental. Una tercera variante, cuya datación sigue siendo incierta, pero que se dio en parte en la Antigüedad, es el alfabeto sahariano, el antepasado del alfabeto tifinag.

### Alfabeto de Dougga
Es el alfabeto libio más conocido. Se escribe de derecha a izquierda y tiene 24 letras.